# Podboršt pri Komendi
Podboršt pri Komendi este o localitate din comuna Komenda, Slovenia, cu o populație de 184 de locuitori.